# Zaitunia
Zaitunia (лат.) — род пауков семейства Filistatidae. Обитают в Центральной Азии, на Ближнем Востоке, в Египте. Известно более 20 видов.

## Распространение
Род известен от Крита до восточного Казахстана, на юге до Синайского полуострова в Египте, провинциях Фарс и Керман в Иране и юго-восточном Афганистане, а также на севере до северо-западного и северо-восточного Казахстана.

## Описание
Мелкие и средние пауки-филистатиды с длиной тела 2,5—8,0 мм. Zaitunia отличается от других родов подсемейства Filistatinae отчётливо куполообразным карапаксом без грудной ямки, с широко округлым субвертикальным наличником и укороченной губой (лабиумом), ширина которой превышает длину (у Filistata и Kukulcania наличник субгоризонтальный с латеральной перетяжкой, без утолщённых щетинок, а лабиум заметно длиннее своей ширины). Он отличается от Sahastata однорядным каламиструмом (ряд специализированных щетинок на ногах; у Sahastata состоящим из трёх рядов щетинок), а от Microfilistata — шиповидными лапками у самок и псевдосегментированными лапками у самцов (против ашиповидных и интегральных соответственно). Zaitunia можно распознать по щелевидно-щетинистому каламиструму, короткой и широкой голени пальп самца (которая длиннее и тоньше у других представителей подсемейства; только у Zaituniais она заметно шире, чем бедро пальп) и характерный густой гребешок на наличнике, состоящий из толстых откинутых щетинок и значительно более развитый (особенно у самцов), чем у других родов Filistatinae.
Цвет от бледно-желтовато-белого до тёмно-коричневого; карапакс с более или менее затемнёнными глазным бугорком, боковыми краями и фовеальной областью. Рисунок карапакса отсутствует у светлых экземпляров. Ноги одноцветные или с тёмными широкими кольцами. Брюшко с рисунком на спине или без него, состоящим из продольной срединной тёмной полосы или полосы, а у некоторых видов с поперечными полосами. Вентральная сторона брюшка у большинства видов без рисунка, лёгкие обычно светлее остальных частей, область гениталий и область перед спиннеретами у некоторых видов затемнены.
Формула ног 1423 (большинство видов) или 4123. Шипы на ногах одинаковы у всех видов, но, как правило, у самцов шипов больше, чем у самок того же вида; кроме того, эти шипы у самцов обычно длиннее. Все бёдра с одним базодорсальным шипом и 1-2 меньшими шипами в про- и ретродистальном положении. Голени с 2-6 вентральными шипами (у самок могут отсутствовать на I—II голенях). Метатарзусы обычно длинные и тонкие, с 6-9 вентральными шипами.

## Экология
Большинство видов обитает в более или менее засушливых местообитаниях: пустынях, полупустынях, степях, маквисе или лиственных кустарниках, где пауки могут встречаться под камнями и в расщелинах глины или скалистых уступах, где они строят небольшие трубчатые паутины. Взрослых самцов обнаруживают, как правило, поздней весной или летом. Только один вид, Z. wunderlichi, был обнаружен во влажных густых широколиственных и смешанных горных лесах с преобладанием грецкого ореха (Juglans regia). Судя по известным данным, Zaitunia избегает настоящих песчаных пустынь, за исключением вида Z. psammodroma, известного в настоящее время только по самцам. В отличие от всех других сородичей, самцы Z. psammodroma имеют короткие и дистально расширенные IV плюсны с многочисленными вентродистальными шипами, явную адаптацию к передвижению по рыхлому песчаному субстрату. Виды Zaitunia встречаются от побережья до высот более 2000 м (Z. beshkentica).

## Классификация
По данным сайта World Spider Catalog на июнь 2016 года род включает более 20 видов.
- Zaitunia afghana (Roewer, 1962) — Афганистан
- Zaitunia akhanii Marusik & Zamani, 2015 — Иран
- Zaitunia alexandri Brignoli, 1982 — Иран
- Zaitunia annulipes (Kulczyński, 1908) — Кипр
- Zaitunia beshkentica (Andreeva & Tyschchenko, 1969) — Таджикистан
- Zaitunia brignoliana Zonstein & Marusik, 2016 — Иран
- Zaitunia darreshurii Zamani & Marusik, 2018 — Иран
- Zaitunia ferghanensis Zonstein & Marusik, 2016 — Киргизия, Узбекистан
- Zaitunia feti Zonstein & Marusik, 2016 — Туркмения
- Zaitunia halepensis Zonstein & Marusik, 2016 — Сирия
- Zaitunia huberi Zonstein & Marusik, 2016 — Афганистан
- Zaitunia inderensis Ponomarev, 2005 — Казахстан
- Zaitunia kunti Zonstein & Marusik, 2016 — Кипр, Турция
- Zaitunia logunovi Zonstein & Marusik, 2016 — Казахстан, Киргизия
- Zaitunia maracandica (Charitonov, 1946) — Узбекистан
- Zaitunia martynovae (Andreeva & Tyschchenko, 1969) — Таджикистан
- Zaitunia medica Brignoli, 1982 — Иран
- Zaitunia minoica Zonstein & Marusik, 2016 — Греция (Крит)
- Zaitunia minuta Zonstein & Marusik, 2016 — Узбекистан
- ?Zaitunia monticola (Spassky, 1941) — Таджикистан
- Zaitunia persica Brignoli, 1982 — Иран
- Zaitunia psammodroma Zonstein & Marusik, 2016 — Туркмения
- Zaitunia schmitzi (Kulczyński, 1911) (type) — Египет, Израиль
- Zaitunia spinimana Zonstein & Marusik, 2016 — Казахстан, Туркмения
- Zaitunia vahabzadehi Zamani & Marusik, 2016 — Иран
- Zaitunia wunderlichi Zonstein & Marusik, 2016 — Киргизия
- Zaitunia zagrosica Zamani & Marusik, 2018 — Иран
- Zaitunia zonsteini Fomichev & Marusik, 2013 — Казахстан